# Shemirán

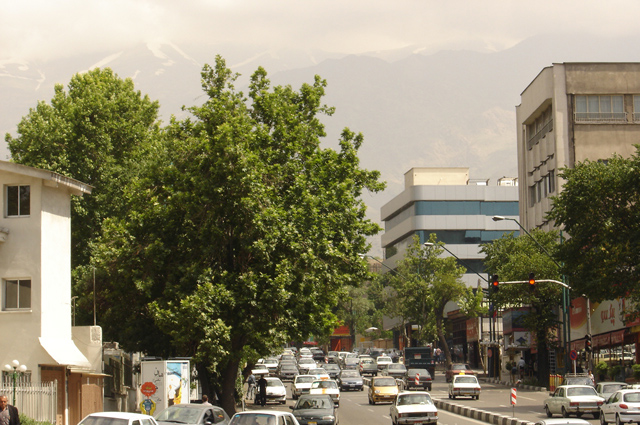
Distrito de Shemirán mirando al norte, al sur de "Pol e Rumi" y al norte de "Pol e Sadr".

Shemirán (en persa: شمیران) es el distrito de la zona del norte de la ciudad de Teherán, en Irán.
Shemirán está  construida  sobre las pendientes de los montes Alborz y goza de un clima moderado.  El distrito posee grandes y cuidados parques y acoge a la clase rica de la sociedad teheraní. La mayoría de las embajadas están situadas en esta zona. Shemirán es la forma arabizada de Chamran (el lenguaje árabe no tiene el fonema [tʃ]), donde las palabras cham significa "frío" y ran significa "pendiente"; Shemirán significa "frío pendiente".
Allí se encuentran  algunos palacios de verano de los sah de las dinastías Kayar y Pahlaví. Asimismo se encuentra el santuario de Imamzade Saleh y la antigua casa del Imam Jomeini.
Los barrios de Shemiran son: Daraké, Darband, Niavarán, Elahiyé, Farmanié, Zafaraniyé, Gheytarié, y Yamarán.